# Leisure Suit Larry III : Patti la passion à la poursuite des pectoraux puissants
Leisure Suit Larry III: Patti la passion à la poursuite des pectoraux puissants (Leisure Suit Larry III: Passionate Patti in Pursuit of the Pulsating Pectorals) est le troisième volet de la série de jeux d'aventure graphiques Leisure Suit Larry, publiés par Sierra Entertainment. Il a été développé DOS, Atari ST et Amiga. Le jeu utilise un moteur SCI (Sierra's Creative Interpreter), un moteur graphique créé par Sierra Entertainment, similaire à son prédécesseur Leisure Suit Larry 2, ainsi que des musiques MIDI.

## Synopsis
Après la victoire de Larry contre le Dr Nonookee dans Leisure Suit Larry II: Goes Looking for Love (in Several Wrong Places) nous retrouvons Larry marié à la belle indigène Kalalau de l'île de Nontoonyt. Malheureusement Kalalau demande le divorce pour refaire sa vie avec une « cannibale réformée, lesbienne, réparatrice de machine à sous et qui roule sur des grosses motos. » Larry le prédateur de filles est de retour ! 

## Accueil
- Adventure Gamers : 4/5[1]